# Герардини, Алессандро
Алессандро Герардини (итал. Alessandro Gherardini; 16 ноября 1655, Флоренция — 6 апреля 1727, Ливорно) — итальянский живописец и художник-декоратор эпохи барокко: «Причудливый и мятежный персонаж, долгое время считавшийся эклектичным и неровным художником, хотя и превосходивший в живописном таланте своего соперника Доменико Габбиани». Герардини также считают «последним важным чисто флорентийским живописцем», который, предвосхищая новые течения декоративной живописи восемнадцатого века, раскрывает себя как «истинный наследник Луки Джордано во Флоренции».

## Жизнь и творчество
Алессандро был сыном краснодеревщика Доменико Герардини и Лизабетты Соччи. Он учился ремеслу декоратора в молодом возрасте у Алессандро Рози, последователя манеры художника Пьетро да Кортоны. Основным источником для реконструкции деятельности Герардини является биография, составленная Франческо Саверио Бальдинуччи, хотя хронологическая последовательность событий часто неточна, а упоминаемые в этой биографии произведения в значительной степени утеряны.
29 августа 1676 года Алессандро Герардини поступил в Академию рисунка во Флоренции. Около 1682 года он предпринял учебную поездку по Ломбардии, которая, вероятно, привела его в Венецию, о чём свидетельствуют более поздние работы, выполненные под несомненным влиянием венецианских мастеров. Продлившееся около пяти лет скитание закончилось в Парме, на родине Корреджо и по этой причине обязательной для обучения каждого художника эпохи барокко. Узнав о смерти отца, около 1687 года художник вернулся во Флоренцию, а оттуда отправился в Понтремоли (Тоскана), где женился на Франческе Кальцолари. Вскоре после этого он бросил жену, оставив её без средств, и переехал в Ливорно.
В период 1692 по 1700 годы, несколько художников, среди которых был Герардини, оформляли интерьеры Палаццо Корсини аль Парионе по заказу маркиза Филиппо Корсини. На первом этаже Палаццо находится прекрасный искусственный грот с росписями Герардини, как и плафон Бального зала этого дворца.
Герардини много работал для церквей Флоренции, в том числе церкви Сантиссима-Аннунциата, а также работал в Генуе, в аббатстве Валломброза, на вилле Медичи Лаппеджи, в монастыре и церкви Сан-Никколо в Прато. Он несколько раз останавливался в Ливорно, работая в церкви Санта-Барбара, в армянской церкви Сан-Грегорио Иллюминаторе и в капелле Сан-Раньери.
Художник уехал в Копенгаген, но его пребывание в Дании было недолгим и малоудовлетворительным. Вернувшись на родину, Герардини впал в нищету, растратив все свои деньги на перестройку дома во Флоренции. После многих неудач и судебных исков, сделавшись «почти флегматичным, ни на что неспособным и совсем немощным», разорённый художник попал в госпиталь и через шесть месяцев, 6 апреля 1727 года умер в Ливорно.
Среди учеников Герардини был живописец Себастьяно Галеотти, работавший в Генуе.

## Галерея

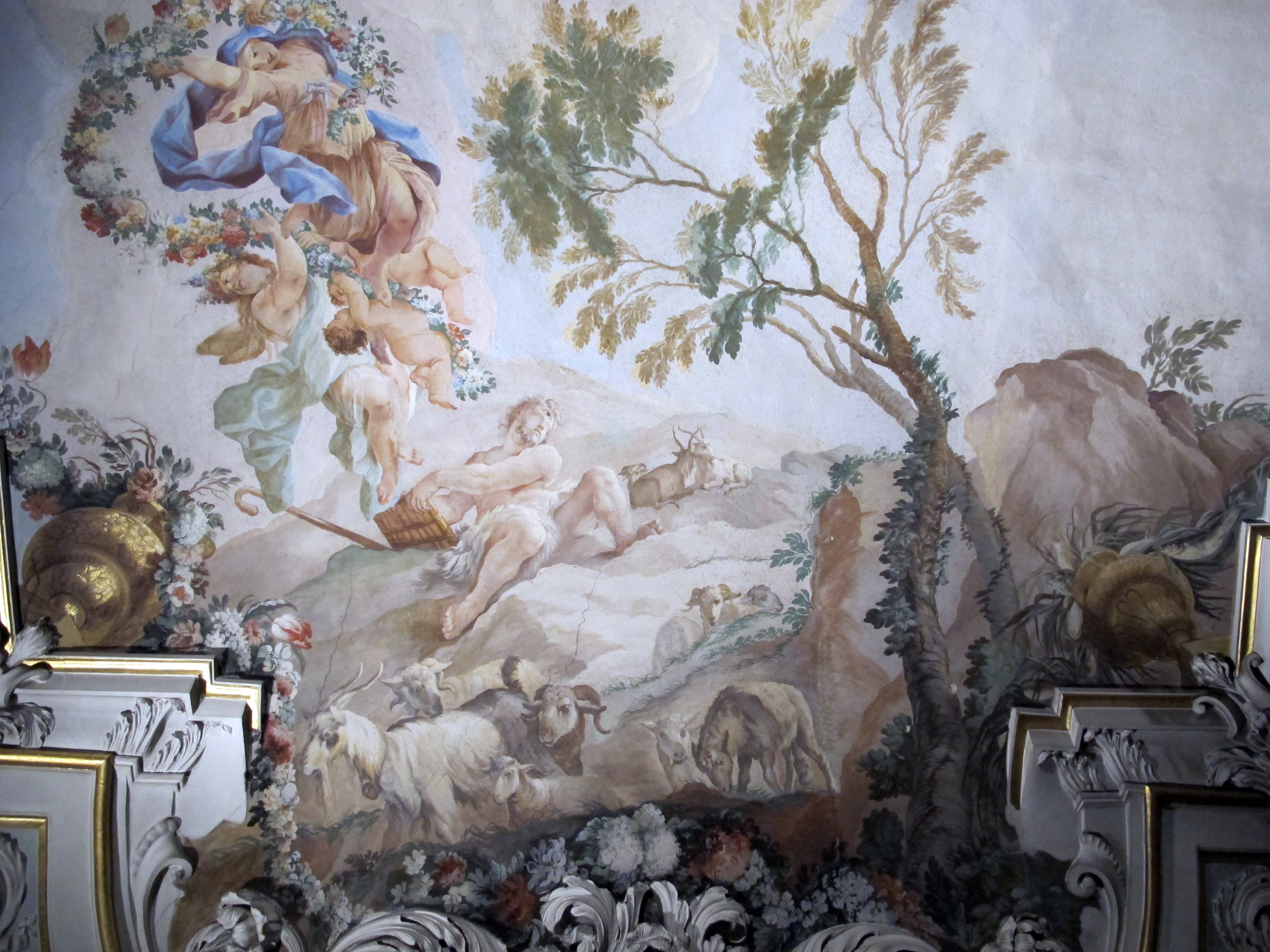
Роспись плафона Бального зала Палаццо Корсини аль Парионе. Между 1692 и 1698 гг.
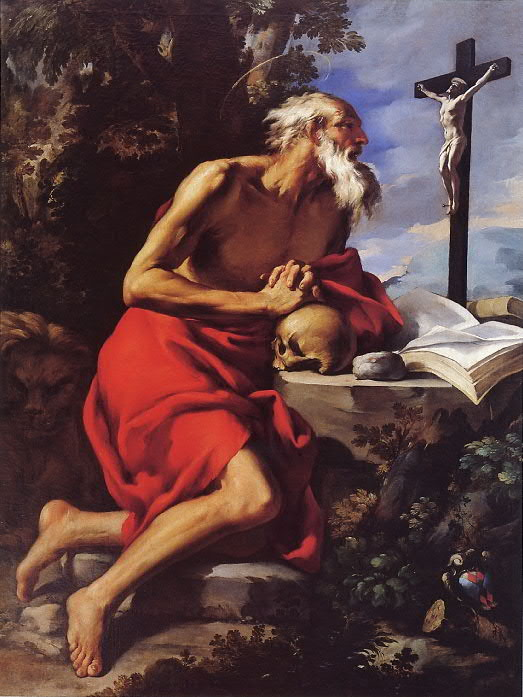
Святой Иероним за молитвой
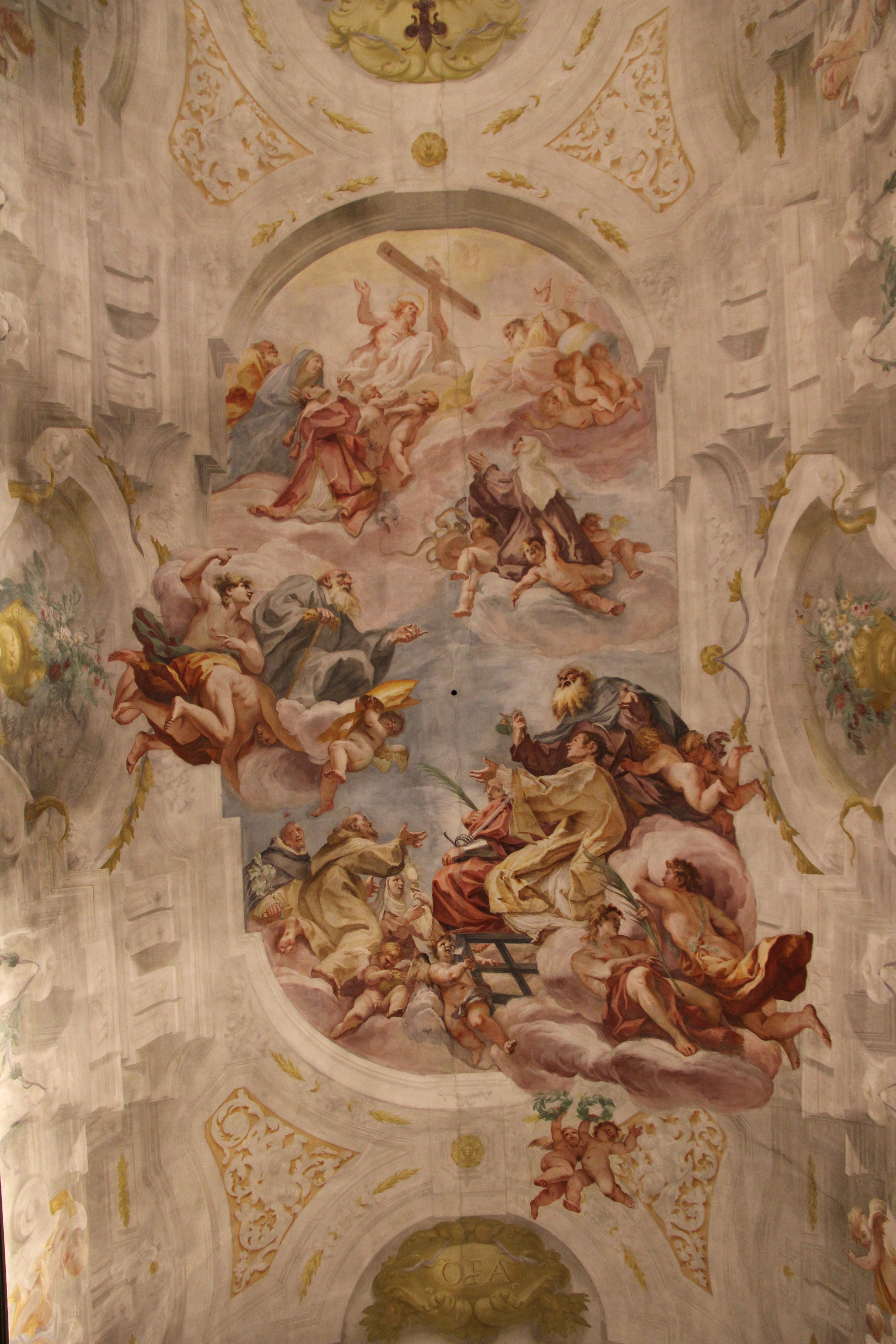
Ассунта (Вознесение Мадонны). Роспись плафона. 1708. Аббатство Санте-Вердиана, Тоскана
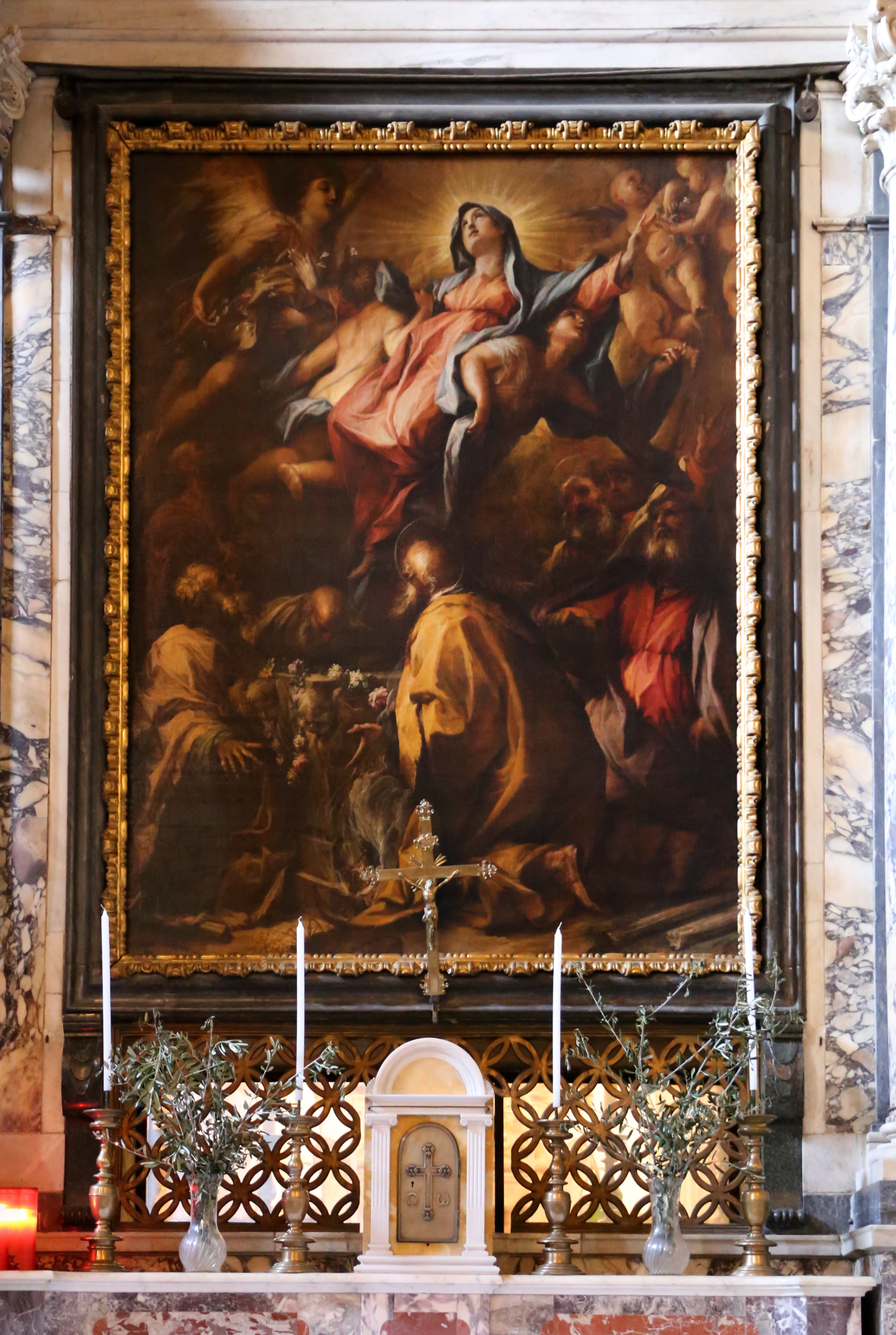
Aссунта с апостолами и ангелами. 1697. Алтарь церкви Сан-Никколо, Прато
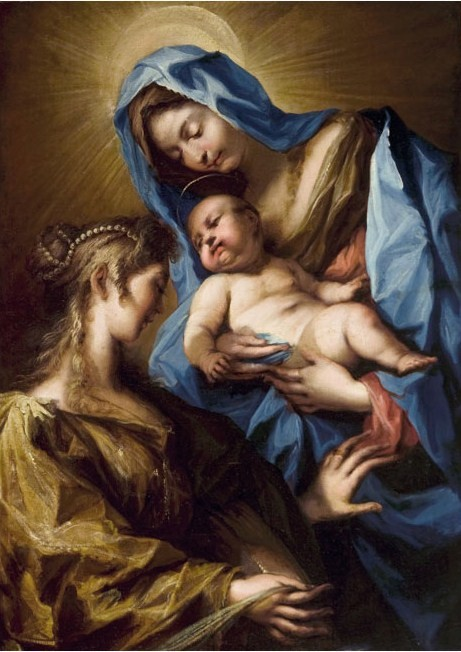
Мистическое обручение Святой Екатерины Александрийской. 1710—1715
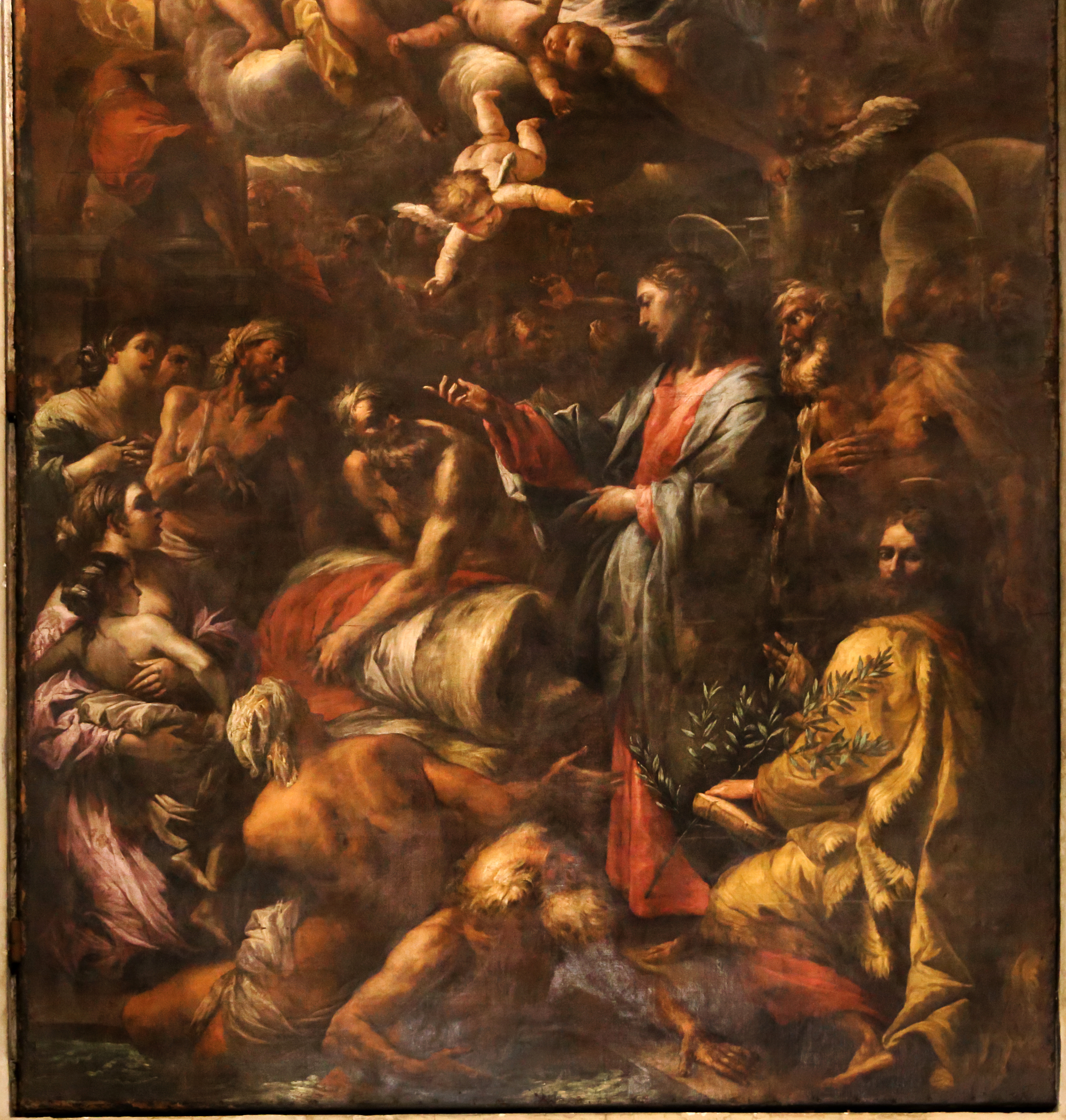
Купель исцеления. 1696—1700. Ораторий пилигримов, Прато
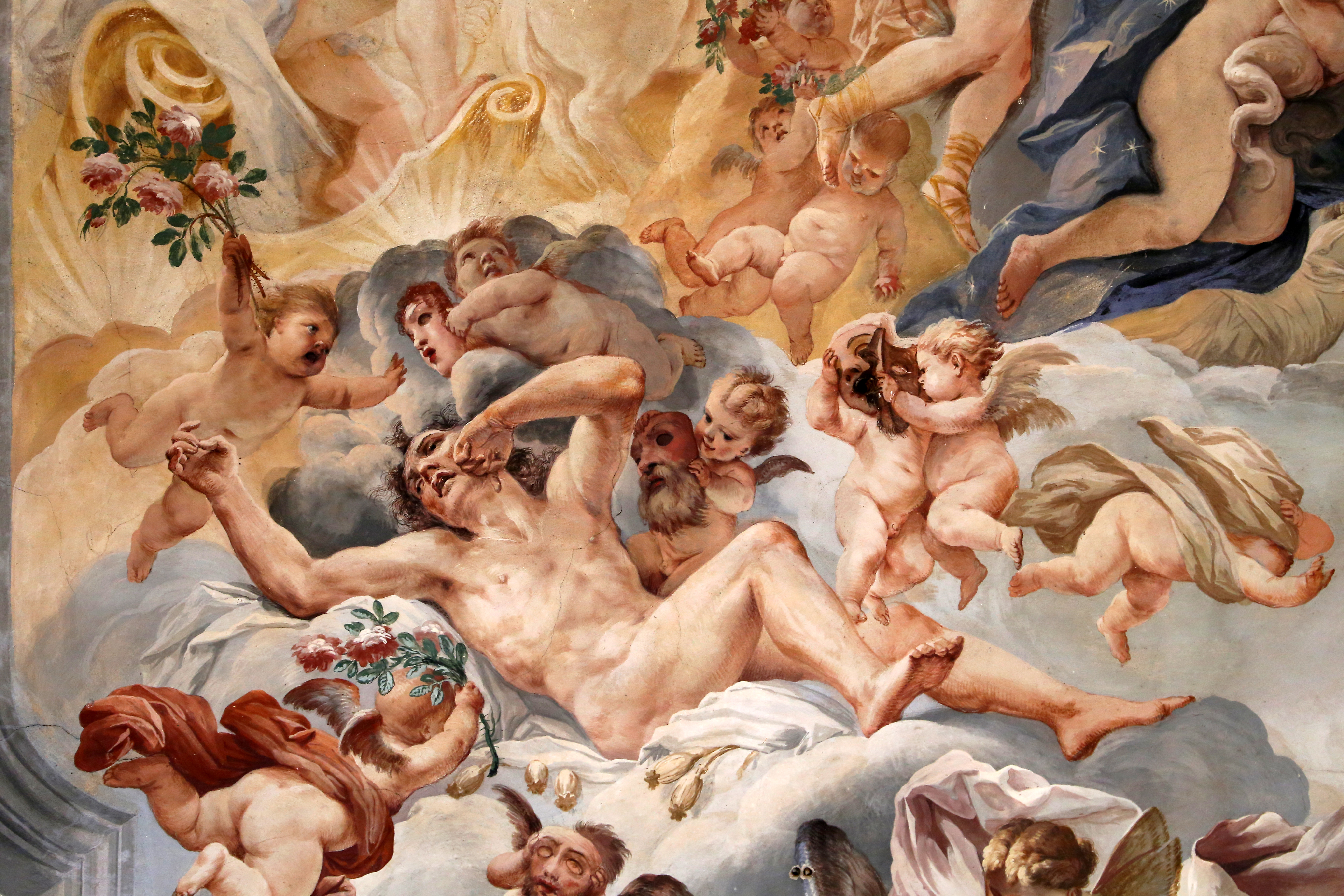
Триумф Солнца-Аполлона. Деталь росписи плафона. 1694. Плаццо Толомеи-Биффи, Флоренция